# Cinto Caomaggiore
Cinto Caomaggiore (friülès Cint) és un municipi italià, dins de la ciutat metropolitana de Venècia, però que històricament forma part del Friül. La llengua habitual és el friülès. L'any 2007 tenia 3.217 habitants. Limita amb els municipis de Chions (PN), Gruaro, Portogruaro, Pramaggiore i Sesto al Reghena (PN).

## Administració
| Període | Identitat       | Partit      |
| ------- | --------------- | ----------- |
| 2008-   | Luigi Bagnariol | Centredreta |